# 153686 Pathall
153686 Pathall è un asteroide della fascia principale. Scoperto nel 2001, presenta un'orbita caratterizzata da un semiasse maggiore pari a 2,6899871 UA e da un'eccentricità di 0,1491520, inclinata di 3,93931° rispetto all'eclittica.